# Robert Kustra
Robert Kustra (7 januari 1985) is een voormalig Pools langebaanschaatser. Hij is een uitgesproken stayer en dus vooral goed op de langste afstanden, de 5000 en 10.000 meter.

## Carrière
Kustra deed drie keer mee aan de wereldkampioenschappen voor junioren, in 2002, 2003 en 2004; zijn enige toptienplek was in 2003 op de 5000 meter.
In zijn seniorentijd reed hij vooral wereldbekers op de ploegenachtervolging, in de seizoenen 2005/2006, 2006/2007 en 2007/2008. In dat laatste jaar naam hij ook deel aan de WK afstanden 2008, waar het team viel en achtste en laatste werd.
Op nationaal niveau zijn de topprestaties van Kustra een zilveren medaille op de Poolse kampioenschappen schaatsen allround 2005 en een handjevol medailles op de Poolse kampioenschappen schaatsen afstanden.

## Resultaten
| Jaar | WK Afstanden     | WK Junioren         |
| ---- | ---------------- | ------------------- |
| 2002 |                  | DQ 9e achtervolging |
| 2003 |                  | 21                  |
| 2004 |                  | 28 6e achtervolging |
|      |                  |                     |
| 2008 | 8e achtervolging |                     |

DQ = diskwalificatie voor bepaalde afstand